# Caroline Fournier
Caroline Fournier (* 7. Juni 1975) ist eine ehemalige mauritische Leichtathletin, die im Diskus- und Hammerwurf an den Start ging. In den Jahren 1998 und 2000 wurde sie Afrikameisterin im Hammerwurf und siegte 1999 bei den Afrikaspielen und zählt damit zu den erfolgreichsten Leichtathletinnen ihres Landes.

## Sportliche Laufbahn
Erste internationale Erfahrungen sammelte Caroline Fournier vermutlich im Jahr 1994, als sie bei den Spielen der Frankophonie in Bondoufle mit einer Weite von 40,42 m den 14. Platz im Diskuswurf belegte. Anschließend schied sie bei den Juniorenweltmeisterschaften in Lissabon mit 47,16 m in der Qualifikationsrunde aus. Im Jahr darauf verpasste sie bei den Weltmeisterschaften in Göteborg mit 45,18 m den Finaleinzug mit dem Diskus und anschließend gewann sie bei den Afrikaspielen in Harare mit 45,12 m die Bronzemedaille hinter der Tunesierin Monia Kari und Rhona Dwinger aus Südafrika. 1996 gewann sie bei den Afrikameisterschaften in Yaoundé mit 48,80 m die Silbermedaille hinter der Tunesierin Kari und im Jahr darauf belegte sie bei der Sommer-Universiade in Catania mit 59,84 m den siebten Platz im Hammerwurf. 1998 gewann sie bei den Afrikameisterschaften in Dakar mit 46,59 m erneut die Silbermedaille im Diskuswurf hinter der Südafrikanerin Elizna Naudé und sicherte sich im Hammerwurf mit 54,29 m die Goldmedaille und wurde damit die erste Afrikameisterin in dieser Disziplin. Anschließend belegte sie bei den Commonwealth Games in Kuala Lumpur mit 59,02 m den sechsten Platz im Hammerwurf und wurde mit dem Diskus mit 45,13 m Zehnte. Im Jahr darauf siegte sie bei den Afrikaspielen in Johannesburg mit 58,83 m im Hammerwurf und 2000 verteidigte sie bei den Afrikameisterschaften in Algier mit 59,60 m ihren Titel. Anschließend schied sie bei den Olympischen Sommerspielen in Sydney mit 56,18 m in der Qualifikationsrunde aus. 2001 belegte sie bei den Spielen der Frankophonie in Ottawa mit 54,09 m den siebten Platz und im Jahr darauf gelangte sie bei den Commonwealth Games in Manchester mit 56,65 m auf Rang zehn. Anschließend gewann sie bei den Afrikameisterschaften in Radès mit 58,39 m die Silbermedaille hinter der Ägypterin Marwa Hussein. 2003 beendete sie dann ihre aktive sportliche Karriere im Alter von 28 Jahren.

## Persönliche Bestleistungen
- Diskuswurf: 51,54 m, 26. Juni 1996 in Montreuil (mauritischer Rekord)
- Hammerwurf: 62,06 m, 30. Juni 1996 in Montgeron (mauritischer Rekord)